# Герб Волчанского района
Герб Волчанского района — официальный символ Волчанского района Харьковской области, утвержденный решением сессии районного совета от 28 марта 2003 года.

## Описание
Щит пересеченный, с золотой каймой. На верхнем зеленом поле золотой рог изобилия и кадуцей в косой крест; на нижнем лазурном поле с изогнутой зеленой базой бегущий серебряный волк. Щит увенчан стилизованным изображением шестерни, над которой расположено семь золотых колосьев, и обрамлен венком из золотых дубовых листьев, перевитой лазурной лентой.
Компьютерная графика - В.М.Напиткін, К.М.Богатов.
```
Авторы этой компьютерной графики взяли не подлинный (ещё не доработанный  до конца герб Волчанского района!!!!!!!) Обратитесь к автору - Лесникову  Николаю Петровичу  и узнаете подлинное значение герба и флага Волчанского района, и не обращайтесь к не порядочным людям, которые хотят присвоить себе "лавры" по поддельному гербу и флагу Волчанского района.
```